# NGC 1824
NGC 1824 ist eine Balken-Spiralgalaxie vom Hubble-Typ SBm im Sternbild Dorado am Südsternhimmel, die schätzungsweise 47 Millionen Lichtjahre von der Milchstraße entfernt ist.
Sie wurde am 26. Dezember 1834 durch John Herschel mit einem Reflektor mit 18,7″ Apertur entdeckt und später von Dreyer im New General Catalogue verzeichnet.